# 顧歡
顧歡（425年？—488年？），字景怡，一字玄平，吳郡鹽官（今浙江海寧縣）人，南朝著名道士，著有《真迹》及《夷夏論》等。

## 生平
顧歡師從邵玄之與雷次宗修習儒學，隱居不仕，在剡縣天台山開館授徒。465-466年間他自道士樓惠明、杜京產，得睹東晉時出世的上清經真跡，自此盡力蒐集真經，專心修道。
顧歡聲譽日隆，478年及483年，先後獲徵召為揚州主簿及太學博士，俱不拜。
顧歡服食修煉，通曉陰陽術數，治病驅邪有驗，舉有數例。
1. 元嘉年間，顧歡來到都城建康，寄居東府，某一日忽然在柱子寫：「三十年二月二十一日」，便返鄉了。後來都城中發生太子劉劭弒父奪位，正是寫下的這個日子。
2. 山陰白石村這地方多有邪祟之病，村裡人找顧歡去村子裡講《老子》，在地上畫地為牢。不久，就有許多狐狸、黿鼉進到畫線之中，顧歡便讓人殺去，患者皆痊癒。
3. 還有病人求助顧歡，顧歡問他家裡有什麼書，病人家中只有《孝經》。顧歡要病人放《孝經》在枕邊恭敬對待，後來病人果然痊癒。有人問顧歡原理，顧歡說是以善禳惡，以正勝邪，所以痊癒。

顧歡自占死時的日子，決定葬下的時間。死時六十四，身體香軟，尸解而去。

## 思想
顧歡兼習儒道，達生任性，無意仕宦。他排斥佛教，雖相信佛、道二教同出一源，但道教遠勝於佛教，佛教不宜行於中土。
顧歡堅信東晉道士楊羲、士人許謐、許翽父子（合稱「楊、許三君」）已登真得道，盡力蒐集三人存世一切道經手跡，鑽研修道。楊、許三君的道經稱為上清經，故顧歡可稱為上清派道士。

## 著作
顧歡對楊、許三君的手跡珍如珙璧，奉為神物。他根據筆跡，從世間流傳的道經中揀選三君的親筆寫本，編訂為《道迹》及《真迹》，二書合為三君真跡在世者的總集。
474-7年間，顧歡撰寫《夷夏論》，沿用道教老子化胡之說，認為道佛二教同出老子，但夷夏性情有別，風土不同，西戎民風強悍忿戾，老子因材施教，於是訂立佛教儀制，以抑制西方的戎狄粗人。
顧歡曾注解《老子》，題《道德經義疏》，佚文見於北宋時編集的《道德真經注疏》，以及金代李霖編《道德真經取善集》，各存佚文30多條，注文殘抄本則有敦煌抄本S4430。

## 影響
顧歡及其同道特別崇拜楊、許三君，奠定三君在道教史上的地位。南朝其後的道士亦特別尊崇楊、許三君。元代茅山宗追尊楊羲、許謐、許翽三人為第二、第三及第四代宗師。
顧歡發起上清經的「辨偽」運動，只承認楊、許三君所撰所寫的上清經為真經，其餘為偽冒。自此三君手跡大受道士崇信，如南朝後期的陶弘景、唐代的李含光。
受顧歡《真迹》一書啟發，陶弘景亦把收集到的楊、許三君手跡，編成《真誥》及《登真隱訣》二書。陶弘景並視顧歡為知音。
顧歡的《夷夏論》排斥佛教，激發劇烈論爭，不少士人和僧人都為文反駁，包括袁粲、明僧紹、謝鎮之、朱昭之、朱廣之、慧通及僧愍等。《夷夏論》及其駁書遂成為研究中古排佛思想的重要文獻。

## 延伸阅读
[在维基数据编辑]
 《南齊書·卷54》，出自萧子显《南齊書》